# Rendcomb
Rendcomb – wieś w Anglii, w hrabstwie Gloucestershire, w dystrykcie Cotswold. Leży 22 km na południowy wschód od miasta Gloucester i 131 km na zachód od Londynu.